# Impressora fiscal
Impressora fiscal, também conhecida como emissor de cupom fiscal (ECF), é um equipamento que substitui a forma manual para emissão de notas fiscais ou cupons fiscais em estabelecimentos comerciais. A impressora deve ser conectada a um computador ou microterminal inteligente para se tornar operacional.
Tem como objetivo controlar e facilitar o recebimento de tributos pelo fisco e agilizar o atendimento do comercio nos caixas (checkouts).

## Tipos

### Matricial
Na época onde eram utilizadas as impressoras matriciais, a primeira via do cupom fiscal era dada ao cliente e a segunda via era guardada para o estabelecimento comercial. Existia ainda, caso esta estivesse conectada a um computador a possibilidade de gerar um arquivo que chamamos de "fita detalhe", uma cópia exata do cupom emitido para o cliente. A bobina de papel desta impressora tem duas vias para atender ao seu propósito. A interface de comunicação pode ser padrão serial ou paralela. Em 18/12/2009 através do Decreto nº 43.080 o Ministério da Fazenda estipulou prazos para a substituição obrigatória de todos os equipamentos de cupom fiscal matriciais para térmicos. Dessa forma desde 2010 as impressoras matriciais não são utilizados para emitir cupom fiscal.

### Térmico
As impressoras térmicas emitem uma via do cupom fiscal para o cliente e uma cópia fica armazenada em sua memória fiscal, a impressão e gravação dos registros é sequencial e todos os cupons (fiscais, não-fiscais e gerenciais) impressos também são numerados sequencialmente. Esta memória não pode ser apagada nem por intervenção técnica, pois não permite acesso aos registros já escritos senão para leitura deles.
A interface de conexão destas impressoras pode ser padrão serial ou USB. Elas estão configuradas para imprimir, após a redução Z, uma linha contendo caracteres criptografados contendo as informações dos totalizadores gerais incluindo os últimos registros escritos em sua memória fiscal para leitura posterior pelos órgãos da fiscalização caso seja necessário.
A manutenção destes equipamentos só pode ser efetuada por empresas e técnicos previamente cadastrados e autorizados pelo fisco e o correto preenchimento dos relatórios específicos em cada intervenção técnica são de responsabilidade de ambos.

## Memória
A memória fita-detalhe (MFD) é uma tecnologia que armazena em cartão de memória todo o controle fiscal do caixa de um estabelecimento comercial, dispensando a segunda via da bobina fiscal impressa.

## Controle
No Brasil a venda e uso das impressoras fiscais é controlada pelo fisco através de um lacre e um formulário fiscal, por se tratar de um emissor de cupons fiscais. Os cupons contém as informações de tributação conforme as alíquotas de impostos para cada estado para os produtos vendidos.
Todas as impressoras fiscais tem um tempo de vida útil, esse tempo pode ser verificado pela quantidade de redução Z restantes (fechamento de caixa), existem impressoras fiscais com 5, 8 e 10 anos de vida útil no mercado.
Com o término desse prazo, a MFD da impressora se esgota, dessa forma é indicado a aquisição de uma nova impressora fiscal, já que o valor da memória fiscal tem o mesmo valor de uma impressora nova.